# Sách đen chủ nghĩa cộng sản
Le Livre noir du communisme: Crimes, terreur, répression (tạm dịch: Quyển sách đen của chủ nghĩa cộng sản: Tội ác, khủng bố, đàn áp) là một quyển sách liệt kê các tội ác của các chính phủ cộng sản từ xưa đến nay (1997), kể cả đàn áp dân chúng, giết người ngoài pháp luật, trục xuất, và nạn đói nhân tạo. Quyển sách được xuất bản lần đầu tiên tại Pháp vào năm 1997, sau đó được dịch ra nhiều thứ tiếng. Bản tiếng Anh được xuất bản bởi Nhà xuất bản Đại học Harvard dưới tựa The Black Book of Communism: Crimes, Terror, Repression, đã được bán gần 1 triệu bản cho đến năm 2001. Ấn bản tiếng Đức (Das Schwarzbuch des Kommunismus) được Nhà xuất bản Piper phát hành vào năm 2004, có một chương được viết bởi Joachim Gauck vào năm 1998, mà từ 18/3/2012 là Tổng thống Đức.
Đội ngũ biên soạn cuốn sách là các nhà nghiên cứu và chuyên gia châu Âu. Họ tuyên bố đã sử dụng các tài liệu vừa được công bố lúc đó từ văn thư lưu trữ mật của KGB, cơ quan an ninh Liên Xô.
Vì đề tài cuốn sách gây tranh cãi, nên một số người đã đưa ra một số nghi vấn về kết luận cũng như các số liệu được các tác giả sử dụng.
Năm 2002 một bộ thứ hai của cuốn sách này được phát hành tại Pháp.

## Các tác giả
Quyển sách được biên soạn bởi một số nhà nghiên cứu và chuyên gia châu Âu, và được chủ biên bởi Stéphane Courtois. Nhiều người trong số các tác giả như ông là những cựu đảng viên đảng cộng sản.
- Stéphane Courtois là giám đốc nghiên cứu tại Trung tâm Nghiên cứu Khoa học Quốc gia (Centre national de la recherche scientifique- CNRS), cơ quan nghiên cứu lớn nhất của chính phủ Pháp.
- Nicolas Werth là một nhà nghiên cứu tại Institut d'Histoire du Temps Présent (IHTP) tại Paris.
- Jean-Louis Panné là một chuyên gia về phong trào Cộng sản quốc tế.
- Andrzej Paczkowski là phó giám đốc Viện Nghiên cứu Chính trị của Viện hàn Lâm Khoa học Ba Lan và một thành viên trong ủy ban lưu trữ trong Bộ Nội vụ Ba Lan.
- Karel Bartošek (1930–2004) là một sử gia từ Cộng hòa Séc, và là một nhà nghiên cứu tại IHTP.[4]
- Jean-Louis Margolin là một giảng viên tại Đại học Provence và là một nhà nghiên cứu tại Viện Nghiên cứu Đông Nam Á.
- Sylvain Boulougue là một nhà nghiên cứu tại GEODE, Đại học Paris X.
- Pascal Fontaine là một nhà báo với kiến thức về Châu Mỹ La Tinh.
- Rémi Kauffer là một chuyên gia về lịch sử tình báo, khủng bố, và các hoạt động bí mật.
- Pierre Rigoulet là một nhà nghiên cứu tại Institut d'Histoire Sociale.
- Yves Santamaria là một sử gia.

## Nội dung cuốn sách
Stéphane Courtois, trong phần giới thiệu, tuyên bố rằng chủ nghĩa Cộng sản là một lý thuyết lý tưởng, tuy nhiên trong thực hành đã hình thành một thể chế chính trị mà đã đàn áp có hệ thống đến cả khủng bố người dân. Lý thuyết đó theo ông nên được xét đoán qua những kết quả thực tế. Để mà giữ vững quyền lực, Stéphane Courtois cho rằng các chế độ Cộng sản đã làm "các tội phạm tập thể thành một hệ thống chính phủ tiêu chuẩn". Theo Stéphane Courtois, mặc dù các chính phủ Cộng sản sau này không còn quá đáng như xưa, qua các tài liệu trong văn khố và những lời kể của vô số nhân chứng, Stéphane Courtois tuyên bố rằng khủng bố ngay từ đầu đã là đặc điểm của chế độ Cộng sản. Cái ý tưởng cho đó chỉ là tình cờ của nhiều tình huống rủi ro nhập lại của một vài quốc gia hay một vài thời kỳ là hoàn toàn sai lầm.
Trong phần kết luận, tác giả tuyên bố rằng: "Các chế độ cộng sản đã... biến tội ác hàng loạt thành một hình thức chính thể" và ước tính khoảng 100 triệu người đã bị giết dưới các chế độ Cộng sản, cao hơn cả dưới chế độ Đức Quốc xã là 25 triệu người.
Ước tính số nạn nhân
Courtois đã trích dẫn tổng số lượng người chết là 94 triệu người, không kể số lượng người "thiếu hụt" (giảm dân số do tỷ lệ sinh thấp hơn dự kiến). Các phân tích về số người chết do Courtois đưa ra như sau:
- 65 triệu ở Cộng hòa Nhân dân Trung Hoa
- 20 triệu ở Liên Xô
- 2 triệu ở Campuchia
- 2 triệu ở Bắc Triều Tiên
- 1,7 triệu ở châu Phi
- 1,5 triệu ở Afghanistan
- 1 triệu ở các nước Cộng sản Đông Âu
- 1 triệu ở Việt Nam
- 150 nghìn ở Mỹ Latinh
- 10 nghìn người chết từ "kết quả từ hành động của phong trào cộng sản quốc tế và các bên Cộng sản phi quyền lực." (trang 4)

Courtois tuyên bố rằng chế độ Cộng sản có trách nhiệm cho một số lớn các ca tử vong hơn bất kỳ lý tưởng hoặc phong trào chính trị khác, bao gồm cả chủ nghĩa phát xít. Các số liệu thống kê của các nạn nhân bao gồm các vụ hành quyết, cố ý hủy diệt dân số do nạn đói, tử vong do trục xuất, giam thể xác hoặc thông qua lao động cưỡng bức.
Số liệu tử vong chính là chủ đề gây tranh cãi về cuốn sách.

### Ấn bản tiếng Đức
Ấn bản tiếng Đức có thêm một chương mới về chế độ Cộng sản Đông Đức được hỗ trợ bởi Liên Xô, với tựa "Giải tỏa vấn đề Xã hội Chủ nghĩa ở DDR". Nó bao gồm 2 phụ trương: "Tội ác chính trị ở DDR" của Ehrhart Neubert và "Sự khó khăn trong cách đối xử với cảm nhận" của Joachim Gauck.

## Bộ thứ hai
Năm 2002, Courtois cho xuất bản một bộ kế tiếp của Sách Đen. Nó có tựa Du passé faisons table rase!, một câu được lấy từ đoạn 1, câu thứ 5, bài hát Quốc tế ca (tiếng Đức: „Machen wir reinen Tisch mit der Vergangenheit!", tiếng Việt: Chế độ xưa ta mau phá sạch tan tành).

### Nội dung
Trong cuốn này, Courtois trong 160 trang chương đầu đã tranh cãi với các nhà chỉ trích, cũng như những phản ứng và các cuộc thảo luận chống đối về bộ sách đầu: Trong khi chủ nghĩa Cộng sản ở Đông Âu được xem là một "thảm kịch to tác", ở Tây Âu, đặc biệt là trong cánh Tả Pháp được cho "thường là tốt đẹp" và được "khen ngợi". Điều này xảy ra một phần vì vai trò lịch sử của Holocaust. 
| “ | Cho tới lúc nào chủ nghĩa Quốc xã được xem là tàn ác nhất, các tội ác Cộng sản được xem là tương đối. [...] Đó là một cách làm việc rất kỳ quặc, khi người ta dùng việc diệt chủng người Do thái, để mà phân chia cấp bực trong loại tội ác chống lại loài người. | ” |

Các tác giả còn lại Mart Laar, Diniu Charlanow, Liubomir Ognianow, Plamen Zwetkow, Romulus Rusan, Ilios Yannakakis và Philippe Baillet trình bày các nghiên cứu về các chế độ cộng sản và các phong trào ở Estonia, Bulgaria, Romania, Ý và Hy Lạp. Cũng được đưa vào là các lời mở đầu của ấn bản tiếng Anh ở Hoa Kỳ của Martin Malia và ấn bản tiếng Nga của Alexander Jakowlew, cựu thành viên bộ chính trị đảng Cộng sản Liên Xô và lý thuyết gia của Perestrojka. Bài sau nói về việc đối xử với quá khứ Cộng sản ở Nga từ 1990.

## Thái độ đón nhận

### Ủng hộ
Le Livre noir du communisme nhận nhiều ủng hộ trong một số sách báo tại Hoa Kỳ và Anh, trong đó có Times Literary Supplement, New York Times Book Review, Library Journal, Kirkus Reviews, The New Republic, National Review và The Weekly Standard.. Nhiều nhà phê bình  so sánh quyển sách với quyển Chornaya Kniga (Quyển sách đen), ghi lại các tội ác của Đức Quốc xã của các tác giả Ilya Ehrenburg và Vasily Grossman. Tuy nhiên, cụm tử "livre noir" đã được sử dụng trên cả thế kỷ tại Pháp..
Quyển sách nhận được phê bình của sử gia Tony Judt trong tờ The New York Times, Anne Applebaum, một ký giả và tác giả của quyển Gulag: A History

### Chỉ trích
Cuốn sách đã gây nhiều tranh luận sôi nổi ở Pháp và một số tác giả trong cuốn sách đó lại bất đồng ý kiến với nhau về những lập luận và con số nạn nhân, và nhất là về nội dung trong phần Dẫn Nhập và Kết Luận của Stéphane Courtois. Bản thân cuốn sách và chủ biên đã chịu nhiều phê phán gay gắt từ giới học giả.
Một đồng tác giả của cuốn sách đã nhận xét: Phần Dẫn Nhập và Kết luận mà Stéphane Courtois viết, nhân danh một sử gia, lại chính là một bản cáo trạng nguy hại đối với ông ta.
Một số trí thức và chính trị gia Pháp có tên tuổi như Omer Bartov, Nicolas Werth, Jean-Louis Margolin, Annette Wievriorka, Richard Golsan  cho rằng Courtois đã đi quá lố khi cho là chế độ Stalin và Nazi của Đức Quốc xã giống nhau, đều là những hệ thống dựa trên sự khủng bố bạo tàn. Một số cho rằng Courtois đã phóng đại về sự đàn áp và bạo hành tập thể trong các chế độ Cộng sản.
Mặt khác, 3 đồng tác giả trong Sách đen cũng đã chính thức lên tiếng trước công luận phản đối Chương Dẫn Nhập của Stéphane Courtois, không chấp nhận những gì Stéphane Courtois viết để đánh đồng chính sách diệt chủng của Đức Quốc xã với sự đàn áp dưới chế độ Stalin, và những con số phóng đại phi lý của Stéphane Courtois. Nhà báo và chính khách Ulrich Rippert, một trong những người sáng lập của Đảng Công nhân xã hội chủ nghĩa Liên bang Đức và là Chủ tịch Đảng Xã hội bình đẳng (PSG) (cơ quan bảo vệ hiến pháp Đức 2005 xếp đảng này thuộc phong trào cực tả không chấp nhận chế độ dân chủ đại nghị), trên trang mạng của Đệ Tứ Quốc tế đã viết: "Với tiêu chí của một tác phẩm nghiên cứu nghiêm túc về sử học, thì cuốn Sách đen hoàn toàn vô giá trị."
Ulrich Rippert đã phê bình Courtois và nhắc nhở cho Courtois những sự kiện lịch sử như sau: Là sử gia, Courtois đã viết một câu của mình trong phần Dẫn Nhập và Kết Luận của cuốn sách [Câu "Thou shall not kill"]. Nếu chúng ta áp dụng những tiêu chuẩn của ông ta thì những tội ác phạm phải nhân danh chủ thuyết Ki Tô Giáo - từ những cuộc Thập Tự Chinh và Tòa án xử dị giáo cho đến tổ chức mạng lưới của Giáo hội Ca-tô để cứu những tội phạm Đức Quốc xã đang trốn chạy – thì, lẽ dĩ nhiên, các nhà truyền giáo Thiên Chúa giáo từ 2.000 năm trước đây đã tạo ra tổ chức khủng bố lớn nhất trong lịch sử nhân loại.
Nhà báo Pháp Gilles Perrault, viết trên tờ Le Monde diplomatique, đã chỉ trích nhóm tác giả quyển sách đã dùng những dữ liệu không đúng và ngụy tạo các con số.
Richard Joseph Golsan, Annette Wievriorka đã cáo buộc quyển sách đã xét lại lịch sử một cách xuyên tạc và cố ý làm lu mờ những ký ức tội ác của chính phủ Vichy và chủ nghĩa quốc xã. Trong phiên tòa xử tội phạm chiến tranh Maurice Papon của Đức Quốc xã, luật sư biện hộ của Papon đã dùng Sách đen làm "bằng chứng" để bào chữa cho thân chủ. Sử gia chuyên đề diệt chủng Do Thái Annette Wievriorka cho rằng quyển sách này cố ý muốn dùng chủ nghĩa cộng sản thay thế ký ức tội ác của chủ nghĩa phát xít và lãnh tội thay các tội ác của Quốc xã.
Nhà sử học J. Arch Getty chỉ ra rằng con số "100 triệu cái chết" của quyển sách phần lớn là từ các nạn đói. Ông ta cho rằng những nạn đói do sự bất ổn hoặc kém thông minh của chế độ, cũng như những cái chết có liên quan gián tiếp hoặc trực tiếp đến chính sách của chính phủ không nên được đếm vào như là sự cố sát hoặc hành quyết như trong quyển sách đã miêu tả.
Nhà báo Daniel Singer cho rằng quyển sách chỉ bàn những tiêu cực của một số chế độ cộng sản mà cố tình lờ đi những thành tựu tích cực của họ. Ông viết: "Liên Xô không chỉ có những tiêu cực, mà còn có sự vui vẻ, xây dựng, phổ cập giáo dục, và an sinh xã hội cho hàng triệu người." Ông cũng cho rằng nếu đổ những nạn đói cho chủ nghĩa cộng sản thì chủ nghĩa tư bản cũng phải chịu trách nhiệm cho đa số cái chết từ những nghèo đói trên thế giới trong thời điểm hiện tại.
Theo giáo sư tiến sĩ Noam Chomsky, các quốc gia và chính phủ tư bản cũng phải chịu trách nhiệm cho những con số nạn nhân tương tự. Ông cho rằng nếu áp dụng phương pháp luận của quyển sách này cho trường hợp Ấn Độ thì những thí nghiệm dân chủ tư sản đã gây chết chóc hơn cả một kho lịch sử của chủ nghĩa cộng sản khắp nơi trên thế giới từ năm 1917. Hơn 100 triệu cái chết đến năm 1979 và khoảng 10 triệu đến nay, đó chỉ là ở Ấn Độ, chưa tính đến nơi khác.
Giáo sư Amir Weiner của Đại học Stanford chỉ trích quyển sách đã quy trách nhiệm bạo lực vào một phía, ông nhận xét đây là một quyển sách rất hạn chế, mâu thuẫn, không nhất quán, và kích động. Điển hình, các tác giả của quyển sách đã tự nhận là biên soạn nhằm "dẫm nát lên" ý thức hệ Marxist. Phương pháp luận của quyển sách cũng có vấn đề, những sự kiện bạo lực và những cái chết tương tự hoàn toàn có thể quy cho sự thí nghiệm của chủ nghĩa thực dân và chủ nghĩa tư bản trong thế kỷ XIX và XX. Điển hình là quyển sách đã quy kết 1 triệu cái chết ở Việt Nam cho chủ nghĩa cộng sản, trong khi hoàn toàn lờ đi vai trò của Mỹ. Đây là những chỉ trích về phương pháp luận hạn chế, thiên vị, và vô lý của tác phẩm này.